# رونالد فيشر
رونالد فيشر (بالإنجليزية: Sir Ronald Aylmer Fisher)‏ (17 فبراير 1890 - 29 يوليو 1962) إحصائي إنجليزي، وعالم أحياء تطوري. له باع في علم تحسين النسل، وعلم الوراثة. اشتهر فيشر لتطويره مبدأ تحليل التباين في علم الإحصاء، وكذلك مبادء اختبار فيشر الدقيق ومعادلة فيشر وغيرها كثير. قال عنه أنديرز هالد: «عبقري وضع وحده تقريباً الأسس للعلم الإحصائي الحديث»، فيما لقبه ريتشارد داوكنز «أعظم عالم أحياء منذ داروين».
عمل منذ عام 1919 في محطة روثامستد التجريبية لمدة 14 عامًا، قام بتحليل بياناتها الواردة من تجارب المحاصيل منذ أربعينيات القرن التاسع عشر، وطور نموذج تحليل التباين (ANOVA). ذاع صيته هناك في السنوات التالية كعالم إحصاء حيوي.
وهو معروف كأحد المؤسسين الرئيسيين لعلم الوراثة السكانية. طرح مبدأ فيشر ونظرية الهروب ونظرية الابن المثير وهي نظريات تتحدث عن الاصطفاء الجنسي. تشمل مساهماته الإحصائية تقدير الاحتمال الأرجح والاستدلال من عدد ثابت واستنتاج توزيع العينات المختلفة والمبادئ الأساسية لتصميم التجارب وغيرها الكثير.
حمل فيشر وجهات نظر قوية بشأن العرق. كان طوال حياته داعمًا بارزًا لعلم تحسين النسل، وهذا الاهتمام هو ما أدى إلى عمله في مجال الإحصاء وعلم الوراثة. أدلى رأيًا مخالفًا في بيان اليونسكو (مسألة العرق) حيث أصرَّ على وجود الاختلافات العرقية.

## سيرة حياته

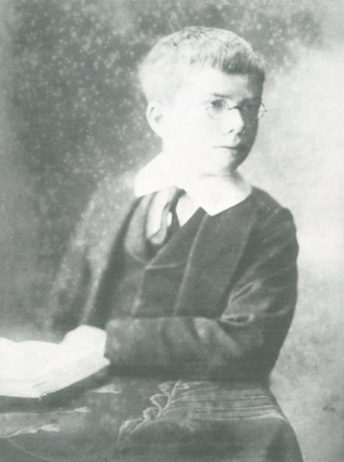
رونالد فيشر عندما كان طفلا

ولد فيشر في إحدى ضواحي لندن لعائلة ميسورة الحال. توفت والدته وهو ابن الرابعة عشرة. وبالرغم من ذلك وبالرغم من بصره الضعيف إلا أنه أظهر نبوغا علميا منذ صغره وأعجب أقرانه على قدراته التحصيلية والاستنتاجية في علوم الرياضيات المختلفة. وفي نهاية رحلته المدرسية، حصل على بعثة من جامعة كامبردج.
فتن فيشر بالبيئة الثقافية السائدة في كامبردج. وهناك نهل من مختلف العلوم، فتعلم علوم الوراثة المندلية ووجد في علوم الإحصاء الحيوي طريقة لربأ الصدع الذي أنتجته الوراثة المندلية في استنتاجات وتبعات فكرة التطور التدريجي. إلا أن اهتمامه الأكبر أثناء دراساته الجامعية كانت في علم تحسين النسل.
حينما اقترب موعد تخرجه من الجامعة أخبره أحد مدرسيه أنه وبالرغم من قدرته الفائقة على اكتساب العلم وتحديدا الرياضي منه، أخبره أن ميله (أي ميل فيشر) نحو عدم إظهار استنتاجاته وكيفية توصله للنتائج (الحلول) ستشكل عائقا له في أن يجد مستقبلا في مجال الرياضيات التطبيقية. واستطرد معلمه قائلا بما معناه أنه لولا تقصير فيشر في إظهار استنتاجاته في علوم الرياضيات لغدا من أبرع رياضيي عصره.
بعدما تخرج فيشر من الجامعة كان متحمسا للانضمام للجيش البريطاني ليخوض معه غمار الحرب العالمية الأولى إلا أنه طلب انضمامه للجيش رفض بسبب ضعف بصره. بعدها اكتفى فيشر بالتدريس إبان الحرب، فعلم الرياضيات والفيزياء لطلبة بعض المدارس العمومية. وبالرغم من خيبة أمله تلك، كان زواجه من أخت صديقه له فاتحة خير له ونقطة مضيئة في حياته.
تفرغ فيشر بعد زواجه لمراجعة كتب في علم تحسين النسل ما زاد اهتمامه في علوم الجينات والإحصاء. وفي تلك الأثناء قدم بحثا يعد سبقا علميا يسعى لتفسير ظواهر الوراثة المندلية إحصائيا، ويؤسس مبادئ الإحصاء الحيوي.
بعد انتهاء الحرب العالمية الأولى حاول فيشر البحث عن عمل غير متأمل بنيل ما يعجبه. أراد القائمون على معهد جالتون توظيفه كإحصائي ليعمل مع العالم الإحصائي كارل بيرسون مؤسس علم الإحصاء الرياضي في المملكة المتحدة إلا أنه ارتأى في ذلك خطرا على وظيفته، ذلك أن منافسة ستطرأ بين الشخصين بيرسون وفيشر إن قرر فيشر الانضمام للمعهد. ولذا آثر فيشر الاكتفاء بأن يعمل كإحصائي لمزرعة صغيرة في ريف إنجلترا.
شيئا فشيئا، بدأ نجم فيشر في السطوع في الأوساط العلمية في المملكة المتحدة خاصة بعد ضمه للجمعية الملكية. ارتحل حول إنجلترا والعالم ليلقي العديد من المحاضرات. جامعة ولاية آيوا كانت إحدى الجهات التي قصدها فيشر ليحاضر فيها والتقى هناك بالعديد من الإحصائيين الأمريكيين. توجت نشاطاته بتعيين بروفيسورا في علوم تحسين النسل في كلية لندن الجامعية عام 1933.
في عام 1935 ألف كتابه المسمى تصميم التجارب (The Design of Experiments).[بحاجة لمصدر]

## حياته المهنية
عمل فيشر لمدة ست سنوات بين عامي 1913 و 1919 كإحصائي في مدينة لندن وقام بتدريس الفيزياء والرياضيات في مجموعة من المدارس العامة وفي كلية الثاميس للتدريب البحري وفي كلية برادفيلد. استقر هناك مع عروسته الجديدة إيلين غينيس والتي أنجبت منه ولدين وست بنات.
نُشر في عام 1918 بحث علمي بعنوان (العلاقة بين الأقارب وفرضية الوراثة المندلية) حيث قدّم من خلاله مصطلح التباين واقترح تحليله الرسمي. وطرح نموذجًا مجردًا في علم الوراثة يُظهر أنَّ الاختلاف المستمر بين النمط الظاهري الذي يقيسه علماء الإحصاء الحيوي يمكن أن يحصل من خلال العمل المشترك للعديد من الجينات المختلفة، وبالتالي النتيجة هي الوراثة المندلية. كانت تلك الخطوة الأولى نحو إنشاء علم الوراثة السكانية وعلم الوراثة الكميّة، أظهرت هذه العلوم أنَّ الانتقاء الطبيعي يمكن أن يغير تواتر الأليل (الجين) في مجتمع ما، مما يؤدي إلى التقريب بين طبيعته غير المستمرة وتطوره التدريجي. تقول جوان بوكس وهي كاتبة السيرة الذاتية لفيشر وابنته أنَّ فيشر قد حل هذه المشكلة بالفعل في عام 1911.

### محطة روثامستد التجريبية بين عامي 1919 و 1933
بدأ فيشر العمل في محطة روثامستد التجريبية منذ عام 1919 ولمدة 14 عامًا قام خلالها بتحليل البيانات الواردة من تجارب المحاصيل منذ أربعينيات القرن التاسع عشر وطور نموذج تحليل التباين (ANOVA). عُرض عليه في عام 1919 منصب في مختبر غالتون في كلية لندن الجامعية تحت رئاسة كارل بيرسون، لكنه قبل بدلًا من ذلك بعمل مؤقت آخر في روثامستد في هاربيندين لإمكانية تحليل الكم الهائل من بيانات المحاصيل المتراكمة منذ عام 1842 الناتجة عن التجارب الميدانية الكلاسيكية. قام بتحليل البيانات المسجلة على مدى سنوات عديدة ونشر في عام 1921 دراسات عن تنوع المحاصيل مع أول نموذج لتحليل التباين ANOVA. وبدأ جوزيف أوسكار إيروين في عام 1928 مهمة لمدة ثلاث سنوات في روثامستد وأصبح من أوائل الأشخاص الذين أتقنوا ابتكارات فيشر. أوصى فيشر بين عامي 1912 و 1922 بتحليل ونشر طريقة تقدير الاحتمال الأرجح على نطاق واسع.
قدمت مقالة فيشر التي نشرها في عام 1924 بعنوان (التوزيع الذي يؤدي إلى أخطاء وظيفية في العديد من الإحصاءات المعروفة) اختبار بيرسون الفريد وتوزيع ويليام جوسيت الاحتمالي للطلاب في نفس إطار التوزيع الاحتمالي الطبيعي، وطور فيشر توزيع z وهي طريقة إحصائية جديدة شاع استخدامها لعقود من الزمن مثل توزيع أف. كان فيشر العالم الرائد في مبادئ تصميم التجارب وإحصاء العينات الصغيرة وتحليل البيانات الحقيقية.
نشر في عام 1925 كتاب (الأساليب الإحصائية للعاملين في مجال الأبحاث)، وهو أحد أكثر الكتب تأثيرًا على الأساليب الإحصائية في القرن العشرين. طريقة فيشر عبارة عن تقنية لدمج البيانات أو التحليل التلوي (تحليل التحليلات). طرح هذا الكتاب أيضًا القيمة الاحتمالية p، ولعب دورًا رئيسيًا في حياة فيشر المهنية. يقترح فيشر الرقم p = 0.05، أو احتمال يعادل 1 من 20 ليحدث عن طريق الصدفة ما لم يتوقعه كحد أعلى للخطأ الإحصائي، ويطبق ذلك على التوزيع الطبيعي (كتطبيق ثنائي الطرق)، ويحقق بالتالي المعيارين الأساسيين (على التوزيع الطبيعي) للخطأ الإحصائي. تعتبر 1.96 القيمة التقريبية للنسبة المئوية 97.5 للتوزيع الطبيعي المستخدم في الاحتمالات والإحصائيات والتي ذُكرت أيضًا في هذا الكتاب.
«القيمة الناتجة لـ P = 0.05، أو 1 من 20 هي 1.96 أو 2 تقريبًا، من المناسب أن نأخذ هذه القيمة كحد أقصى في الحكم على ما إذا كان الانحراف يعتبر ذو أهمية أم لا».
أعطى في الجدول الأول من عمله القيمة الأكثر دقة وهي 1.959964
كان فيشر في عام 1928 أول من استخدم معادلات الانتشار لمحاولة حساب توزيع تواتر الأليل وتقدير الارتباط الجيني من خلال طرق تقدير الاحتمال الأرجح بين السكان.
نُشرت النظرية الوراثية للانتقاء الطبيعي لأول مرة في عام 1930 بواسطة دار نشر جامعة أكسفورد وهي مخصصة لـ ليونارد داروين. قامت بعمل جوهري في الداروينية الجديدة من خلال الاصطناع التطوري الحديث، وقد ساعدت في إنتاج علم الوراثة السكانية الذي أسسه فيشر إلى جانب سيول رايت وجون هولدين، وأحيت فكرة داروين المهملة في الاصطفاء الجنسي. كان أحد اقوال فيشر المفضلة هو: «الانتقاء الطبيعي هو آلية لتوليد درجة عالية جدًا من اللاحتمالية».
نمت شهرة فيشر وبدأ في السفر وإلقاء المحاضرات على نطاق واسع. أمضى ستة اسابيع في المختبر الإحصائي في كلية ولاية أيوا خلال عام 1931 حيث ألقى ثلاث محاضرات في الأسبوع، والتقى بالعديد من علماء الإحصاء الأمريكيين بمن فيهم جورج سنديكور. وعاد في عام 1936.

### كلية لندن الجامعية
أصبح فيشر في عام 1933 رئيس قسم تحسين النسل في كلية لندن الجامعية. ونشر في عام 1935 كتاب (تصميم التجارب) الذي كان «مهما وقام بدعم التقنيات الإحصائية وتطبيقها... لم يتم التشديد على البراهين الرياضية لهذه الطرق وكثيرًا ما كانت البراهين تُحذف تمامًا.... أدى ذلك إلى قيام هنري مان بسد الفجوات ببراهين رياضية محكمة». حدد فيشر في هذا الكتاب أيضًا (ذواقة الشاي) وهو تصميم مشهور الآن لتجربة إحصائية عشوائية تستخدم اختبار فيشر الدقيق، وهي المحاكاة الأصلية لفكرة فيشر عن فرضية العدم.
ونشر في العام نفسه أيضًا بحث علمي عن الاستدلال من عدد ثابت وطبقه على مسألة بيرنس - فيشر، وكان الحل الذي اقترحه والتر بيرنس أولًا وثم فيشر بعد ذلك بعدة سنوات هو توزيع بيرنس - فيشر.
قدم في عام 1936 مجموعة بيانات فيشر كمثال على تحليل التمييز الخطي.
اقترح فيشر في مقالته التي نُشرت في عام 1937 تحت عنوان (موجة تقدم الجينات المفيدة) معادلة فيشر لوصف الانتشار المكاني للأليل المفيد واستكشاف محاليل الموجة المتحركة الخاصة به. نتجت عن ذلك أيضًا معادلة فيشر كولموغوروف. وزار في عام 1937 المعهد الإحصائي الهندي في كالكتا، وموظفه الوحيد براسانتا ماهالانوبيس، وغالبًا ما كان يشجع على تطويره. كان ضيف الشرف في الذكرى الخامسة والعشرين لتأسيس المعهد في عام 1957 حيث أصبح يعمل فيه 2000 موظف.
وصف فيشر وفرانك يتس في عام 1938 لوغارتمية إنتاج تغيير عشوائي في كتابهم الذي حمل عنوان (الجداول الإحصائية للبحوث الحيوية والزراعية والطبية). [43] استخدما قلم الرصاص والورق من أجل وصف الخوارزمية المستخدمة، وقدما جدول الأرقام العشوائية المطلوبة.

## روابط خارجية
- رونالد فيشر على موقع الموسوعة البريطانية (الإنجليزية)
- رونالد فيشر على موقع إن إن دي بي (الإنجليزية)